# 8 (álbum de Incubus)
8 es el octavo álbum de estudio de la banda estadounidense Incubus y fue lanzado el 21 de abril de 2017. Es el primer álbum de estudio de la banda desde If Not Now, When? y el primer álbum que se lanzará a partir de Island Records. El primer sencillo «Nimble Bastard» fue lanzado el 16 de febrero de 2017. 8 es el último álbum de estudio del bajista Ben Kenney.

## Lista de canciones
| N.º | Título                                | Duración |  |
| 1.  | «No Fun»                              | 3:21     |  |
| 2.  | «Nimble Bastard»                      | 3:39     |  |
| 3.  | «State of the Art»                    | 3:46     |  |
| 4.  | «Glitterbomb»                         | 4:45     |  |
| 5.  | «Undefeated»                          | 3:56     |  |
| 6.  | «Loneliest»                           | 3:37     |  |
| 7.  | «When I Became a Man»                 | 0:56     |  |
| 8.  | «Familiar Faces»                      | 3:26     |  |
| 9.  | «Love in a Time of Surveillance»      | 4:55     |  |
| 10. | «Make No Sound in the Digital Forest» | 3:23     |  |
| 11. | «Throw Out the Map»                   | 4:28     |  |

## Personal
- Brandon Boyd - voz, percusión, guitarra.
- Mike Einziger - guitarra, piano, arreglo de cuerdas.
- Jose Pasillas - batería
- Ben Kenney - bajo, voz
- Chris Kilmore - tornamesa